# Apodemia castanea
Apodemia castanea is een vlindersoort uit de familie van de prachtvlinders (Riodinidae), onderfamilie Riodininae.
Apodemia castanea werd in 1865 beschreven door Prittwitz.